# Ungleichung von Carathéodory
Die Ungleichung von Carathéodory ist eines aus einer ganzen Reihe von Resultaten, die auf dem mathematischen Gebiet der Funktionentheorie von dem Mathematiker Constantin Carathéodory beigesteuert wurden. Die Ungleichung geht zurück auf eine Arbeit, die Carathéodory im Jahre 1912 vorgelegt hat. Sie beruht auf dem Lemma von Schwarz und liefert eine obere Schranke für den Betrag einer holomorphen Funktion auf einer in der komplexen Zahlenebene um dem Nullpunkt gelegenen abgeschlossenen Kreisscheibe. Die Carathéodory'sche Ungleichung gab Anlass zu einer Anzahl von Verallgemeinerungen und weitergehenden Untersuchungen.

## Darstellung der Ungleichung
Die Ungleichung lässt sich folgendermaßen darstellen:
Gegeben seien in der komplexen Zahlenebene eine den Nullpunkt {\displaystyle 0\in \mathbb {C} } enthaltende offene Teilmenge {\displaystyle U\subseteq \mathbb {C} } sowie eine holomorphe Funktion {\displaystyle f\colon U\to \mathbb {C} }.
Weiter gegeben seien eine reelle Zahl {\displaystyle R>0} und dazu die um den Nullpunkt gelegene abgeschlossene Kreisscheibe {\displaystyle {\bar {S}}(0,R)=\{\,z\in \mathbb {C} \colon |z|\leq R\,\}} vom Radius {\displaystyle R}, wobei {\displaystyle {\bar {S}}(0,R)\subset U} gelten soll.
Dann gilt für {\displaystyle z\in \mathbb {C} } und {\displaystyle r>0} mit {\displaystyle 0\leq |z|\leq r<R} stets die Ungleichung
{\displaystyle |f(z)|\leq |f(0)|+{\frac {2r}{R-r}}\cdot \left(\max _{|z|=R}{\Re {f(z)}-\Re {f(0)}}\right)} .

## Andere Version
Die Ungleichung von Carathéodory wird in der Fachliteratur oft in einer anderen Version angegeben, die in englischsprachigen Quellen als Borel-Carathéodory inequality bzw. als Hadamard-Borel-Carathéodory inequality und in französischsprachigen Quellen als Inégalité de Borel-Carathéodory bezeichnet wird. Diese Version lässt sich angeben wie folgt:
Unter den oben angegebenen allgemeinen Voraussetzungen gilt für {\displaystyle z\in \mathbb {C} } und {\displaystyle r>0} mit {\displaystyle 0\leq |z|\leq r<R} stets die Ungleichung
{\displaystyle |f(z)|\leq {\frac {R+r}{R-r}}\cdot |f(0)|+{\frac {2r}{R-r}}\cdot {\sup _{|z|=R}{\Re {f(z)}}}} .

### Korollar
Aus der Ungleichung von Hadamard-Borel-Carathéodory (s. o.) gewinnt man als Korollar den folgenden Satz, der auf eine Arbeit von Jacques Hadamard aus dem Jahre 1892 zurückgeht:
Ist {\displaystyle f\colon \mathbb {C} \to \mathbb {C} } eine ganze Funktion und sind dazu drei reelle Zahlen {\displaystyle B,K,R>0} vorhanden, für die ein jedes {\displaystyle z\in \mathbb {C} } mit {\displaystyle |z|\geq R} stets die Ungleichung
{\displaystyle \Re {f(z)}\leq B\cdot {|z|}^{K}}
erfüllt, so ist {\displaystyle f} eine Polynomfunktion von einem Grad kleiner oder gleich {\displaystyle K}.